# Leirfjorden (Helgeland)
 For alternative betydninger, se Leirfjorden . (Se også artikler, som begynder med Leirfjorden )
Leirfjorden er en fjord i Leirfjord og Alstahaug kommuner i Nordland fylke i Norge. Den er 23 km lang. Den har indløb ved byen Sandnessjøen, og går derfra i nordøstlig retning til byen Leira i nordøst. Botnfjorden er en sydvestlig forlængelse af Leirfjorden. 
Syd for fjorden ligger øen Alsta. Gennem Sundet øst for Alsta har fjorden forbindelse med Vefsnfjorden. På nordsiden af fjorden ligger kommunecenteret og kirkestedet Leland.
Riksvej 17 går parallelt med Leirfjorden på nordsiden, og krydser via Helgelandsbroen over fjorden til Alsta og Sandnessjøen.